# Экономические районы Азербайджана

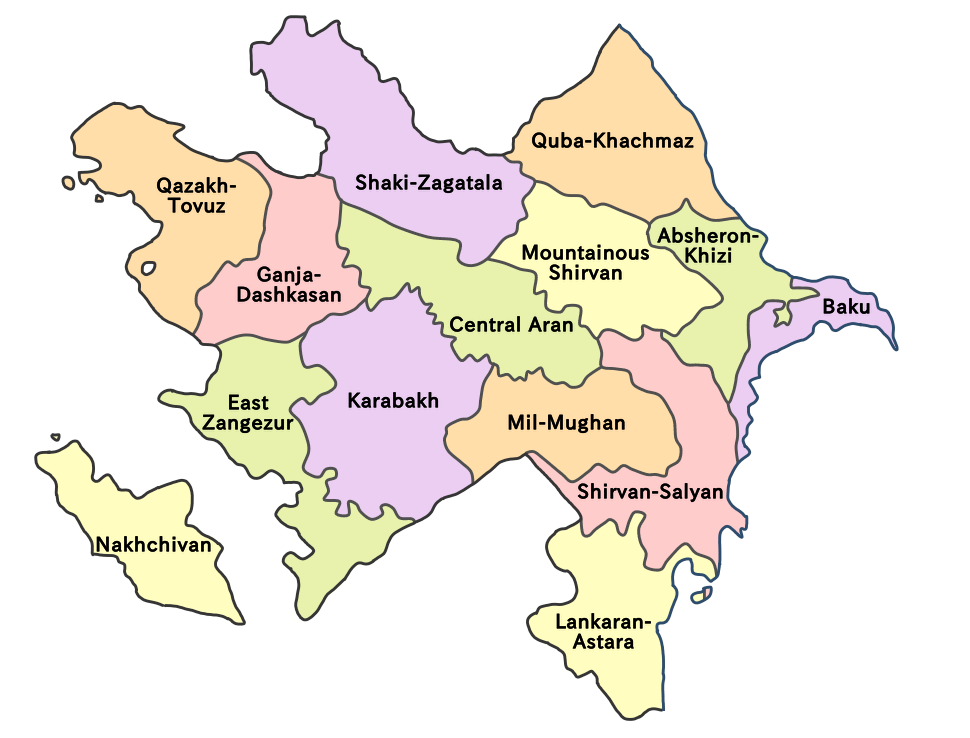
Карта экономических районов Азербайджана (июль 2021)

Экономические районы Азербайджана — регионы Азербайджанской Республики, характеризующиеся определённым экономико-географическим положением, территориально-хозяйственным единством, своеобразием природных и экономических условий и исторически сложившейся производственной специализацией.

## Список
Азербайджанская Республика делилась на 10 экономических районов (азерб. İqtisadi rayon), а также часто отдельно выделяемый как экономический район на Апшеронском полуострове город Баку. 7 июля 2021 года президент Азербайджана подписал указ «О новом разделении экономических районов в Азербайджанской Республике»:
| № на карте | Экономический район                       | Площадь тыс. км² | Население (2015) тыс. чел. | Краткая информация |
| ---------- | ----------------------------------------- | ---------------- | -------------------------- | --- |
| 1          | Бакинский экономический район             | 2,140            | 2204,2                     | Включает город Баку. Является одним из главных экономических центров Азербайджана. Основные отрасли: международная торговля, нефтеперерабатывающая, химическая, машиностроительная, пищевая, текстильная промышленность. В развитии находятся военная промышленность, высокотехнологичные отрасли и информационные технологии. |
| 2          | Абшерон-Хызынский экономический район     | 3,730            | 551,8                      | Включает Апшеронский и Хызынский административные районы и город Сумгаит. Основные отрасли: нефтехимическая, химическая, тяжёлая промышленность, чёрная и цветная металлургия, энергетика, машиностроение, электротехника, лёгкая и пищевая промышленность, строительная промышленность, транспортная инфраструктура.          |
| 3          | Гянджа-Дашкесанский экономический район   | 5,270            | 1240,8                     | Включает города Гянджа и Нафталан, а также Дашкесанский, Геранбойский, Гёйгёльский, Самухский административные районы. |
| 4          | Шеки-Загатальский экономический район     | 8,840            | 599,9                      | Включает Балаканский, Гахский, Габалинский, Огузский, Загатальский, Шекинский административные районы. Основные отрасли: лёгкая и пищевая промышленности. |
| 5          | Ленкорань-Астаринский экономический район | 6,070            | 893,3                      | Включает административные районы Астаринский, Джалилабадский, Лерикский, Масаллинский, Ярдымлинский и Ленкоранский административные районы. Основные отрасли: пищевая промышленность. |
| 6          | Губа-Хачмазский экономический район       | 6,960            | 525,7                      | Включает Шабранский, Хачмазский, Губинский, Гусарский и Сиазаньский административные районы. Основные отрасли: сельское хозяйство, лёгкая и пищевая промышленности. |
| 7          | Центрально-Аранский экономический район   | 6,572            | 1936,0                     | Самый крупный из всех экономических районов республики. Включает Агдашский, Гёйчайский, Кюрдамирский, Уджарский, Евлахский, Зердабский административные районы, и город Мингечевир. |
| 8          | Карабахский экономический район           | 7,330            | 653,5                      | Включает административные районы Агдамский, Агдеринский, Агджабединский, Бардинский, Тертерский, Физулинский, Ходжалинский, Ходжавендский и Шушинский административные районы и город Ханкенди. |
| 9          | Восточно-Зангезурский экономический район | 6,420            | 244,0                      | Включает Джебраильский, Кельбаджарский, Губыдлинский, Лачинский и Зангиланский административные районы. |
| 10         | Горно-Ширванский экономический район      | 6,130            | 304,0                      | Включает Ахсуйский, Исмаиллинский, Гобустанский, Шемахинский административные районы. Основные отрасли: лёгкая и пищевая промышленности. |
| 11         | Нахичеванский экономический район         | 5,562            | 439,8                      | Включает всю территорию Нахчыванской автономной республики. Основные отрасли: лёгкая и пищевая промышленности. |
| 12         | Газах-Товузский экономический район       | 7,033            | 687.600                    | Включает Агстафинский, Гедабейский, Газахский, Шамкирский и Товузский административные районы. |
| 13         | Миль-Муганский экономический район        | 5,670            | 513.770                    | Включает Бейлаганский, Имишлинский, Саатлинский и Сабирабадский административные районы. |
| 14         | Ширван-Сальянский экономический район     | 5,670            | 6000                       | Включает город Ширван, Билясуварский, Гаджигабульский, Нефтчалинский и Сальянский административные районы. |
|            | всего                                     | 86,570           | 9593,00                    | |